# فرنسا أنتاركتيكا

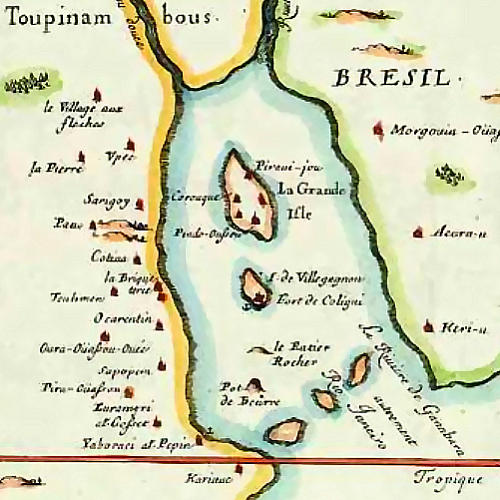
خريطة فرنسية لخليج جوانابارا تعود لعام 1555

فرنسا أنتاركتيكا ؛ فرنسا الأنتاركتيكية (بالفرنسية:France antartique) كانت مُستعمرة فرنسية في ريو دي جانيرو، في البرازيل الحديثة، والتي كانت موجودة بين عامي 1555 و 1567 ، وكانت تسيطر على الساحل من ريو دي جانيرو إلى كابو فريو. سرعان ما أصبحت المستعمرة ملاذاً للهوغونوتيون، فدمّرها البرتغاليون في نهاية المطاف عام 1567.

## محاولة الاستعمار
وصل الأوروبيون لأول مرة إلى البرازيل في أبريل 1500، عندما وصل أسطول بقيادة بيدرو ألفاريس كابرال نيابة عن التاج البرتغالي إلى بورتو سيجورو الحالية، باهيا . باستثناء سلفادور (أول عاصمة برازيلية) وساو فيسنتي (أول مستوطنة برتغالية) ، ظلت المنطقة غير مستكشفة إلى حد كبير بعد نصف قرن.

### المشاركة الفرنسية المبكرة مع البرازيل

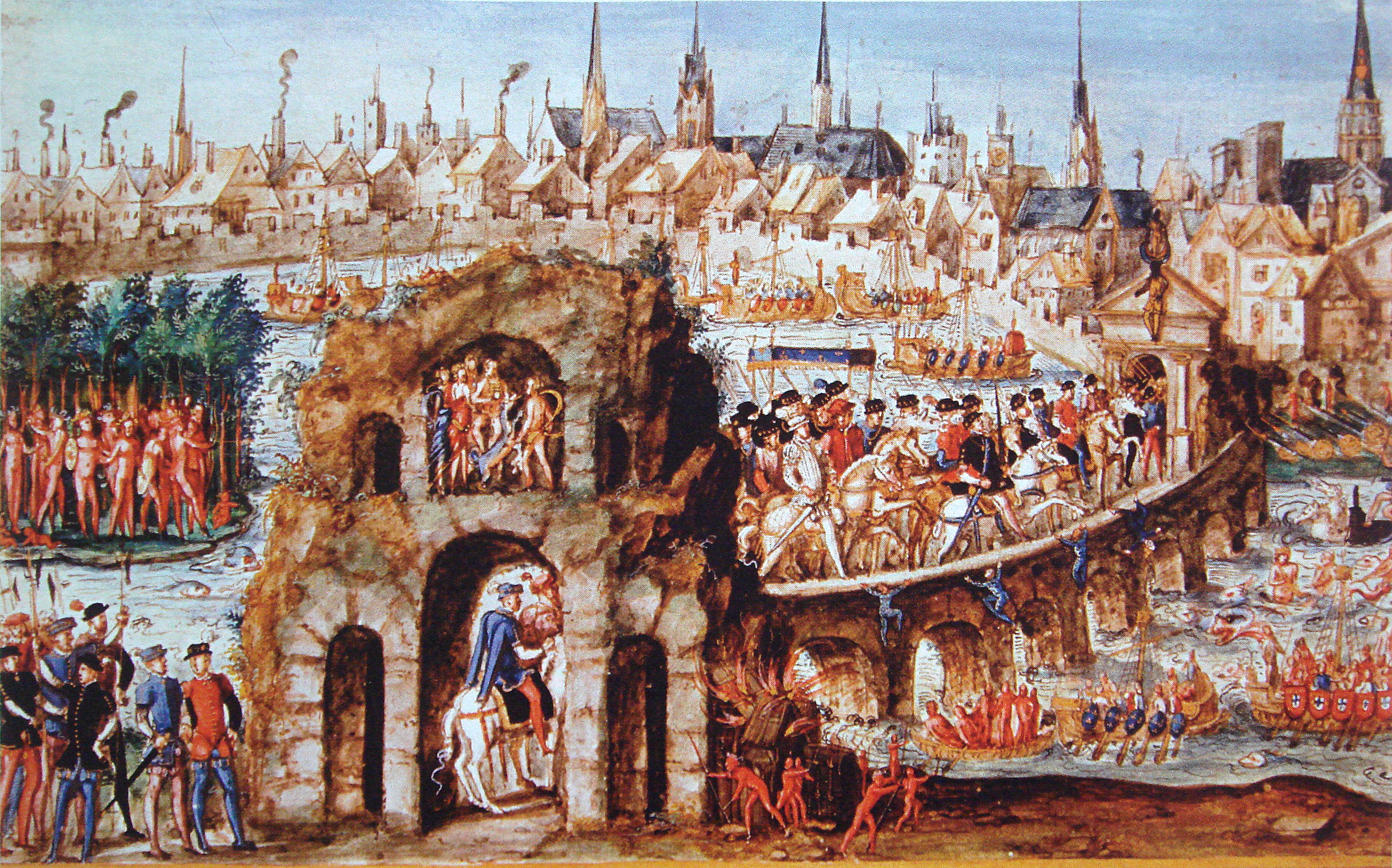
عند الدخول الملكي لهنري الثاني في روان ، في 1 أكتوبر 1550 ، تم توظيف حوالي خمسين رجلاً عارياً لتوضيح الحياة في البرازيل والمعركة بين توبينامبا حلفاء الفرنسيين ، وهنود تاباجارا.

تم اقتراح رحلات استكشافية مبكرة من البحارة الفرنسيين النورمان إلى العالم الجديد: قيل إن جان كوزين اكتشف العالم الجديد في عام 1488 ، قبل أربع سنوات من كريستوفر كولومبوس، عندما هبط في البرازيل بالقرب من مصب الأمازون، لكن هذا لا يزال غير مثبت.  تبعت أسفاره رحلة بينو بولمير دي غونفيل في عام 1504 على متن السفينة L'Espoir ، والتي تم تسجيلها بشكل صحيح وأعاد الهنود التوبي تسميتها Essomericq.  أكد جونفيل عندما زار البرازيل، بأن التجار الفرنسيون من سان مالو ودييب كانوا يتاجرون هناك منذ عدة سنوات.
واصلت فرنسا التجارة مع البرتغال، وخاصة تحميل خشب باو برازيل ( Pau-Brasil )، لاستخدامه كصبغة حمراء للمنسوجات. في عام 1550 ، في الدخول الملكي لهنري الثاني في روان ، صوِّر خمسين رجلاً من الهنود عراةٌ في معركةٌ بين حلفاء الفرنسيين قبائل التوبينامبا، ضد هنود التاباجارا . 

### الاستعمار

نيكولاس دي فيليغنيون

في 1 نوفمبر 1555 ، قاد اللواء البحري الفرنسي نيكولاس دوراند دي فيليغنيون (وهو فارس كاثوليكي من فرسان مالطا (1510-1575)) ؛ أسطولًا صغيرًا من سفينتين و 600 جندي من المستعمرين ، واستولوا على جزيرة سيريجيب الصغيرة في خليج جوانابارا ، أمام ريو دي جانيرو الحالية، وساعد فيما بعد الهوغونوت على إيجاد ملجأ ضد الاضطهاد، حيث بنوا حصنًا سموه حصن كوليجني ؛ تكريماً لرجل الدولة الكاثوليكي غاسبار دي كوليجني ( وهو أميرال أيد الحملة واستخدم المُستعمرة لاحقًا من أجل حماية أتباعه).
أعطى فيليغنيون اسم هنريفيل على قرية في البر الرئيسي، التي لا تزال غير مطورة إلى حداً كبير ، تكريماً لهنري الثاني الذي كان يَعرِف الحملة ووافق عليها، وقدّم الأسطول للرحلة. ضمن فيليغنيون موقعه من خلال التحالف مع تامويو وتوبينامبا الهنود في المنطقة، الذين كانوا يقاتلون البرتغاليين. 

### وصول أتباع مذهب الكالفين 1557

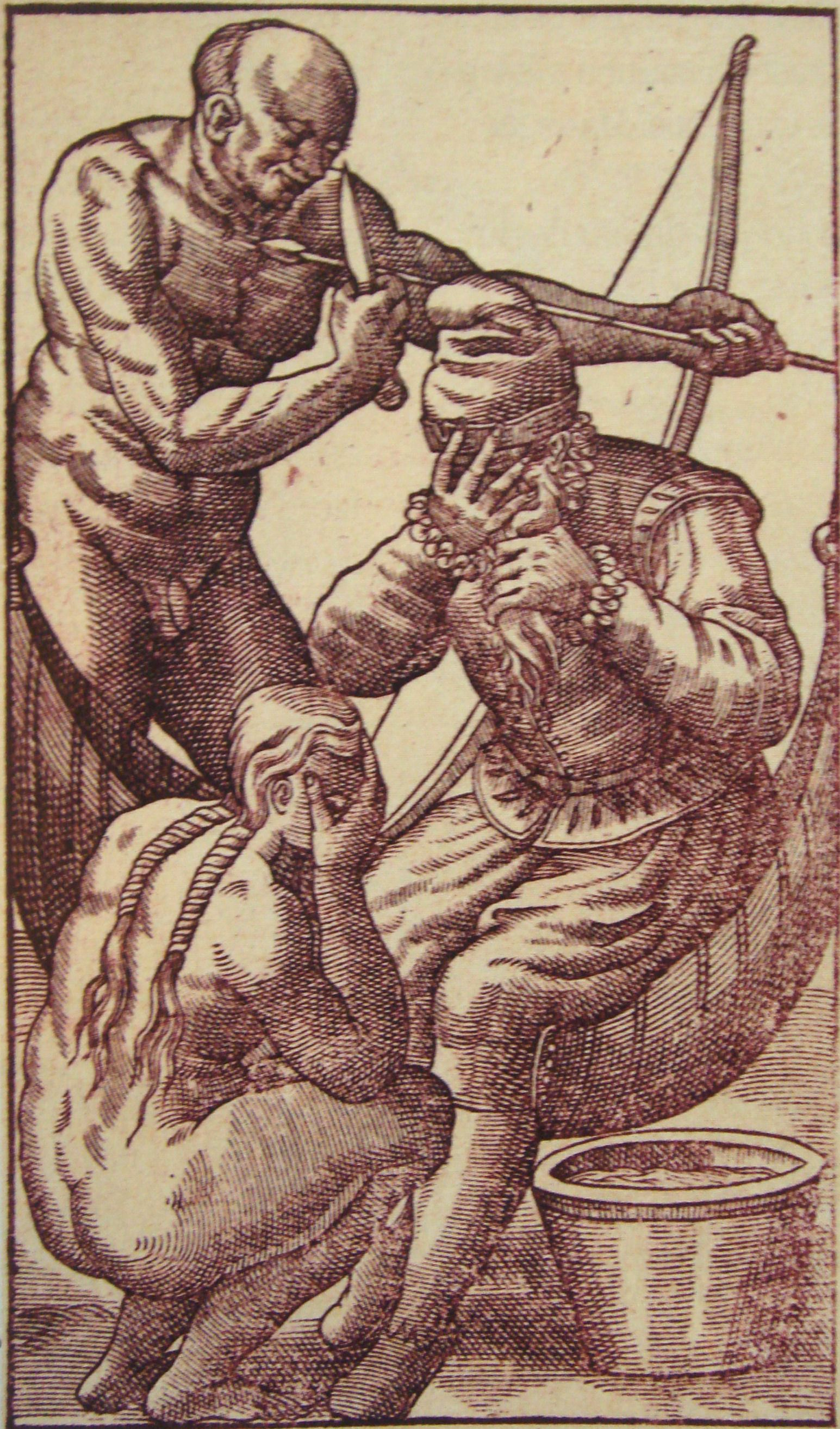
"تحيات دامعة" ، في تاريخ رحلة في أرض البرازيل (1578) ، جان دي ليري ، طبعة 1580

بدون مواجهة البرتغاليون، والذين لم ينتبهوا في بداية الأمر إلى هبوطه. سعى فيليغنيون إلى توسيع المستعمرة من خلال الدعوة إلى المزيد من المستعمرين في عام 1556. أرسل إحدى سفنه، إلى هونفلور ، وعهِد برسائل إلى الملك هنري الثاني، وغاسبارد دي كوليجني، ووفقًا لبعض الروايات للزعيم البروتستانتي جون كالفين أيضاً.
بعد إرسال سفينة واحدة إلى فرنسا لطلب دعم إضافي، تم تمويل وإعداد ثلاث سفن من قبل ملك فرنسا ووضعها تحت قيادة الكونت دي بوا ، ابن شقيق فيليغنيون. وانضم إليهم 14 كالفينيًا من جنيف، بقيادة فيليب دي كورغيليراي، بمن فيهم اللاهوتيون بيير ريتشييه وغيوم شارتييه. كان المستعمرون الجدد ، الذين بلغ عددهم حوالي 300 ، يشملون 5 شابات يتزوجن ، و 10 فتيان يتم تدريبهم كمترجمين، بالإضافة إلى 14 كالفيني أرسلهم كالفين، وكذلك جان دي ليري، الذي كتب لاحقًا حسابًا للمستعمرة.  ووصلوا في مارس 1557.
نشأت الخلافات العقائدية بين فيليغنيون والكالفينيون ، خاصة فيما يتعلق بالقربان المُقدس ، وفي أكتوبر 1557 تم طرد الكالفينيين من جزيرة كوليجني نتيجة لذلك.  استقروا مع التوبينامبا حتى يناير 1558 ، عندما تمكن بعضهم من العودة إلى فرنسا، واختار خمسة آخرون العودة إلى جزيرة كوليجني، حيث أمر فيليغنيون بإغراق ثلاثة منهم لرفضهم التراجع عن معتقداتهم. 

### التدخل البُرتغالي

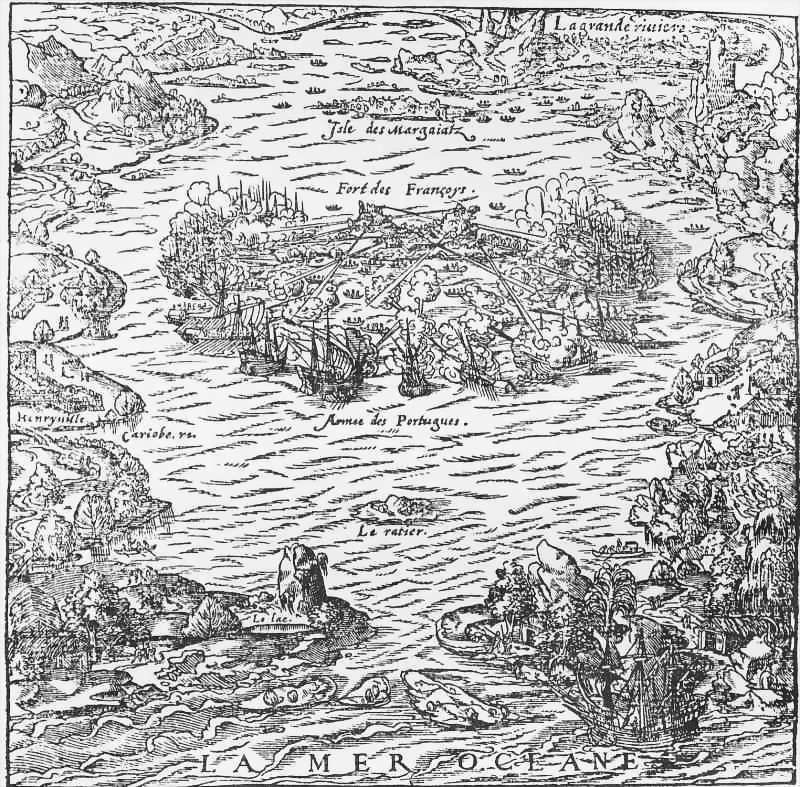
جزيرة فيليغنيون تحت الهجوم البرتغالي (1560)

في عام 1560 ، تلقى ميم دي سا ، الحاكم العام الجديد للبرازيل، من الحكومة البرتغالية الأمر بطرد الفرنسيين. مع أسطول من 26 سفينة حربية و 2000 جندي، في 15 مارس 1560 ، هاجم ودمر حصن كوليجني في غضون ثلاثة أيام ، لكنه لم يتمكن من طرد سكانها والمدافعين عنها، لأنهم هربوا إلى البر الرئيسي بمساعدة هنود التوبي ، حيث استمروا في العيش والعمل.  عاد الأدميرال فيليغنيون إلى فرنسا عام 1558 ، وهو يشعر بالاشمئزاز من التوتر الديني الذي كان قائماً بين البروتستانت الفرنسيين والكاثوليك، الذين جاءوا أيضًا مع المجموعة الثانية (انظر الحروب الدينية الفرنسية ).
بدافع من اثنين من الكهنة اليسوعيين المؤثرين الذين أتوا إلى البرازيل مع ميم دي سا ، يُدعى جوزيه دي أنشيتا ومانويل دا نوبريغا ، والذين لعبوا دورًا كبيرًا في المنطقة ، أمر ميم دي سا ابن أخيه إستاسيو دي ساو بتجميع قوة هجوم جديدة. أسس إستاسيو دي ساو مدينة ريو دي جانيرو في 1 مارس 1565 وقاتل الفرنسيين لمدة عامين آخرين. بمساعدة التعزيزات العسكرية التي أرسلها عمه، وفي 20 يناير 1567 ، فرض هزيمة نهائية على القوات الفرنسية وطردهم بشكلاً حاسم من البرازيل ، لكنه توفي بعد شهر متأثراً بجروح أصيب بها في المعركة. لم يدم حلم كوليجني وفيليغنيون سوى 12 عامًا.
إلى حد كبير استجابة لمحاولتي فرنسا لغزو الأراضي في البرازيل (سميت الأخرى فرنسا إكوينوكسيال واحتلت ساو لويس حاليًا، ولاية مارانهاو ) ، بين عامي 1612 و 1615، قرر التاج البرتغالي توسيع جهوده الاستعمارية في البرازيل.

## فرنسية أُخرى في البرازيل

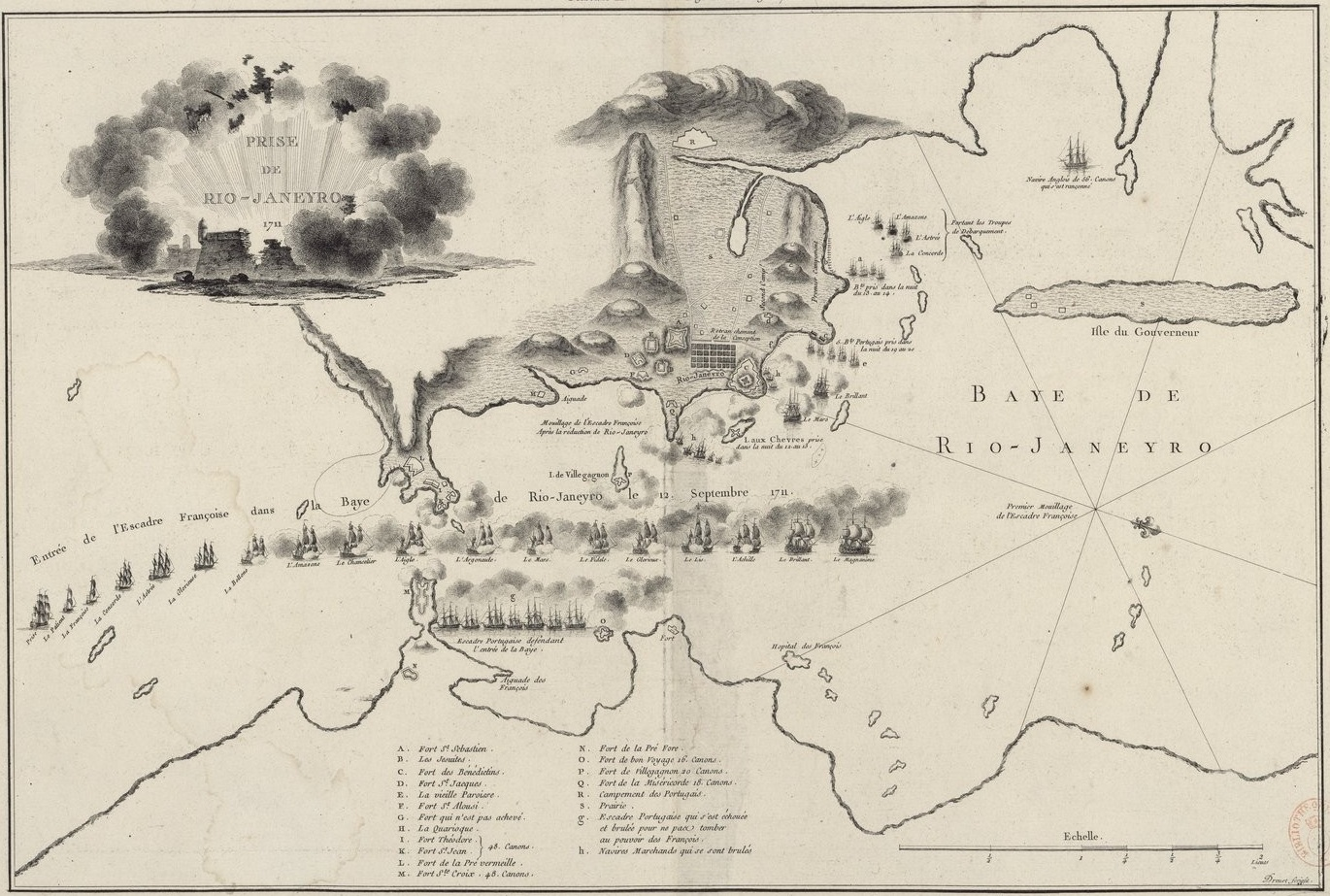
الاستيلاء على ريو دي جانيرو بواسطة دوجواي تروين عام 1711

في عام 1502 ،  بعد عامين من اكتشاف البرازيل ، أنشأ الملك البرتغالي شركة احتكارية لتجارة الخشب البرازيلي. بعد عام واحد ، ظهر الفرنسيون على طول الساحل، حيث كانوا يتاجرون في السلع المعدنية للحصول على الخشب البرازيلي. غالبًا ما تُرِك الفرنسيون على طول الساحل لتعلم اللغات وتنظيم حمل العام المُقبل. تم نقل الهنود البرازيليين إلى فرنسا، وألهموا الأوروبيين عن الحالة الطبيعة والوحشية للبرتغاليين. حارب التجار البرتغاليون والفرنسيون بعضهم البعض وأُرسِلت السُفن الحربية البرتغالية لطرد الفرنسيين دون نجاح واضح، لا سيما في عام 1516.
عام 1555 ، حاول الفرنسيون الاستقرار فيما يعرف الآن بريو دي جانيرو (أعلاه). تم طردهم في عام 1567.
في ثلاثينيات القرن الخامس عشر، أُرسلت بعثة جواو دي باروس / أيريس دا كونا المكونة من 900 فرد لاستعمار الساحل الشمالي. تم تحطيمها على الشاطئ ومات الجميع تقريبًا. بعد هذه الكارثة، أهمل البرتغاليون الساحل الشمالي وانتقل الفرنسيون ، وتداولوا على طول الساحل الشمالي وحتى الجنوب حتى مصب نهر ساو فرانسيسكو. وتحالفوا مع هنود بوتيجوارا. في عام 1582 دمرت بعثة برتغالية خمس سفن فرنسية على نهر بارايبا دو نورتي لكن طردها هنود بوتيجوارا . عام 1612 ، حاول الفرنسيون تسوية فرنسا الاعتدالية؛ فيما يُعرف الآن باسم ساو لويس، لكنهم طُرِدوا بعد ذلك بعامين من البرتغاليون. بعد بضعة عقود هجر الفرنسيون المنطقة، باستثناء غيانا الفرنسية .

## أنظر أيضا
- البرازيل المستعمرة
- البرازيل الهولندية
- الاستعمار الفرنسي للأمريكتين
- قائمة الممتلكات والمستعمرات الفرنسية

## ملحوظات
1. 1 2  A savage mirror: power, identity, and knowledge in early modern France Michael Wintroub p.21
2. ↑  Orientalism in early Modern France 2008 Ina Baghdiantz McAbe, p.72, (ردمك 978-1-84520-374-0)
3. 1 2 3 4 5 6  France and the Americas: culture, politics, and history Volume 3, By Bill Marshall, Cristina Johnston p.185ff نسخة محفوظة 2017-02-23 على موقع واي باك مشين.
4. ↑  Parkman، Francis (1983). France and England in North America Vol 1. New York, New York: Library of America. ص. 33-41.
5. 1 2  History of a voyage to the land of Brazil, otherwise called America by Jean de Léry, p.5ff نسخة محفوظة 2016-05-20 على موقع واي باك مشين.
6. ↑  David Marley (2008). Wars of the Americas: A Chronology of Armed Conflict in the Western Hemisphere, 1492 to the Present. ABC-CLIO. ص. 90. ISBN:978-1-59884-100-8. مؤرشف من الأصل في 2022-04-07. اطلع عليه بتاريخ 2013-05-19.
7. ↑   For this section see John Hemming, Red Gold, 1995, pages in index

## روابط خارجية
- الفرنسية في البرازيل: سانت أليكسيس ، فرنسا ، أنتاركتيكا (ريو دي جانيرو) وساو لويس دي مارانهاو